# Unión Soviética en los Juegos Olímpicos de Múnich 1972
La Unión Soviética estuvo representada en los Juegos Olímpicos de Múnich 1972 por un total de 371 deportistas que compitieron en 22 deportes.  
El portador de la bandera en la ceremonia de apertura fue el luchador Alexandr Medved.

## Medallistas
El equipo olímpico soviético obtuvo las siguientes medallas:
| Nombre                                                                                               | Deporte            | Competición                      |
| --- | ------------------ | -------------------------------- |
| Oro                                                                                                  |                    |                                  |
| Valeri Borzov                                                                                        | Atletismo          | 100 m M                          |
| Valeri Borzov                                                                                        | Atletismo          | 200 m M                          |
| Viktor Saneyev                                                                                       | Atletismo          | Triple salto M                   |
| Yuri Tarmak                                                                                          | Atletismo          | Salto de altura M                |
| Anatoli Bondarchuk                                                                                   | Atletismo          | Martillo M                       |
| Mykola Avilov                                                                                        | Atletismo          | Decatlón M                       |
| Liudmila Braguina                                                                                    | Atletismo          | 1500 m F                         |
| Nadezhda Chizhova                                                                                    | Atletismo          | Peso F                           |
| Faina Melnik                                                                                         | Atletismo          | Disco F                          |
| Equipo                                                                                               | Baloncesto         | Torneo M                         |
| Boris Kuznetsov                                                                                      | Boxeo              | Pluma (57 kg) M                  |
| Viacheslav Lemeshev                                                                                  | Boxeo              | Medio (75 kg) M                  |
| Vladimir Semenets Igor Tselovalnikov                                                                 | Ciclismo en pista  | Tándem M                         |
| Valeri Yardy Guennadi Komnatov Valeri Lijachov Boris Shukov                                          | Ciclismo en ruta   | Contrarreloj por eqs. M          |
| Viktor Sidiak                                                                                        | Esgrima            | Sable ind. M                     |
| Svetlana Chirkova Alexandra Zabelina Yelena Belova Galina Gorojova Tatiana Samusenko                 | Esgrima            | Florete por eqs. F               |
| Nikolai Andrianov                                                                                    | Gimnasia artística | Suelo M                          |
| Viktor Klimenko                                                                                      | Gimnasia artística | Caballo con arcos M              |
| Liudmila Turishcheva                                                                                 | Gimnasia artística | Concurso completo ind. F         |
| Olga Korbut                                                                                          | Gimnasia artística | Suelo F                          |
| Olga Korbut                                                                                          | Gimnasia artística | Barra de equilibrio F            |
| Tamara Lazakovich Elvira Saadi Liudmila Turishcheva Liubov Burda Olga Korbut Antonina Koshel         | Gimnasia artística | Concurso completo por eqs. F     |
| Mujarbi Kirzhinov                                                                                    | Halterofilia       | 67,5 kg M                        |
| Jaan Talts                                                                                           | Halterofilia       | 110 kg M                         |
| Vasili Alexeyev                                                                                      | Halterofilia       | +110 kg M                        |
| Yelena Petushkova (Pepel) Ivan Kizimov (Ijor) Ivan Kalita (Tarif)                                    | Hípica             | Doma por eqs.                    |
| Shota Chochishvili                                                                                   | Judo               | –93 kg M                         |
| Rustem Kazakov                                                                                       | Lucha grecorromana | 57 kg M                          |
| Shamil Jisamutdinov                                                                                  | Lucha grecorromana | 68 kg M                          |
| Valeri Rezantsev                                                                                     | Lucha grecorromana | 90 kg M                          |
| Anatoli Roshchin                                                                                     | Lucha grecorromana | +100 kg M                        |
| Roman Dmitriyev                                                                                      | Lucha libre        | 48 kg M                          |
| Zagalav Abdulbekov                                                                                   | Lucha libre        | 62 kg M                          |
| Levan Tediashvili                                                                                    | Lucha libre        | 82 kg M                          |
| Ivan Yaryguin                                                                                        | Lucha libre        | 100 kg M                         |
| Alexandr Medved                                                                                      | Lucha libre        | +100 kg M                        |
| Pavel Ledniov Boris Onishchenko Vladimir Shmeliov                                                    | Pentatlón moderno  | Equipos M                        |
| Alexandr Shaparenko                                                                                  | Piragüismo         | K1 1000 m M                      |
| Nikolai Gorbachov Viktor Kratasiuk                                                                   | Piragüismo         | K2 1000 m M                      |
| Yuri Stetsenko Valeri Didenko Yuri Filatov Vladimir Morozov                                          | Piragüismo         | K4 1000 m M                      |
| Vladas Česiūnas Yuri Lobanov                                                                         | Piragüismo         | C2 1000 m M                      |
| Yuliya Riabchinskaya                                                                                 | Piragüismo         | K1 500 m F                       |
| Liudmila Pinayeva Yekaterina Kuryshko                                                                | Piragüismo         | K2 500 m F                       |
| Yuri Malyshev                                                                                        | Remo               | Scull ind. (M1x) M               |
| Alexandr Timoshinin Guennadi Korshikov                                                               | Remo               | Doble scull (M2x) M              |
| Vladimir Vasin                                                                                       | Saltos             | Trampolín 3 m M                  |
| Yakov Zhelezniak                                                                                     | Tiro               | Blanco móvil 50 m M              |
| Valentin Mankin Vitali Dyrdyra                                                                       | Vela               | Tempest M                        |
| Equipo                                                                                               | Voleibol           | Torneo F                         |
| Equipo                                                                                               | Waterpolo          | Torneo M                         |
| Plata                                                                                                |                    |                                  |
| Yevgueni Arzhanov                                                                                    | Atletismo          | 800 m M                          |
| Valeri Borzov Alexandr Korneliuk Vladimir Lovetski Yuri Silov                                        | Atletismo          | 4 × 100 m M                      |
| Vladimir Golubnichi                                                                                  | Atletismo          | 20 km marcha M                   |
| Veniamin Soldatenko                                                                                  | Atletismo          | 50 km marcha M                   |
| Jānis Lūsis                                                                                          | Atletismo          | Jabalina M                       |
| Leonid Litvinenko                                                                                    | Atletismo          | Decatlón M                       |
| Nijolė Sabaitė                                                                                       | Atletismo          | 800 m F                          |
| Leonid Romanov Vasili Stankovich Vladimir Denisov Anatoli Koteshev Viktor Putiatin                   | Esgrima            | Florete por eqs. M               |
| Viktor Sidiak Eduard Vinokurov Viktor Bazhenov Vladimir Nazlymov Mark Rakita                         | Esgrima            | Sable por eqs. M                 |
| Mijail Voronin                                                                                       | Gimnasia artística | Anillas M                        |
| Viktor Klimenko                                                                                      | Gimnasia artística | Salto de potro M                 |
| Eduard Mikaelian Vladimir Shchukin Mijail Voronin Viktor Klimenko Nikolai Andrianov Alexandr Maleyev | Gimnasia artística | Concurso completo por eqs. M     |
| Liudmila Turishcheva                                                                                 | Gimnasia artística | Suelo F                          |
| Tamara Lazakovich                                                                                    | Gimnasia artística | Barra de equilibrio F            |
| Olga Korbut                                                                                          | Gimnasia artística | Asimétricas F                    |
| Dito Shanidze                                                                                        | Halterofilia       | 60 kg M                          |
| Yelena Petushkova (Pepel)                                                                            | Hípica             | Doma ind.                        |
| Vitali Kuznetsov                                                                                     | Judo               | Categoría abierta M              |
| Anatoli Nazarenko                                                                                    | Lucha grecorromana | 82 kg M                          |
| Nikolai Yakovenko                                                                                    | Lucha grecorromana | 100 kg M                         |
| Arsen Alajverdiyev                                                                                   | Lucha libre        | 62 kg M                          |
| Guennadi Strajov                                                                                     | Lucha libre        | 90 kg M                          |
| Viktor Mazanov Viktor Aboimov Vladimir Bure Igor Grivennikov                                         | Natación           | 4 × 100 m libre M                |
| Galina Prozumenshchikova                                                                             | Natación           | 100 m braza F                    |
| Boris Onishchenko                                                                                    | Pentatlón moderno  | Individual M                     |
| Boris Melnik                                                                                         | Tiro               | Rifle en tres posiciones 300 m M |
| Yevgueni Petrov                                                                                      | Tiro               | Skeet M                          |
| Bronce                                                                                               |                    |                                  |
| Vasili Jmelevski                                                                                     | Atletismo          | Martillo M                       |
| Omar Pjakadze                                                                                        | Ciclismo en pista  | Velocidad ind. M                 |
| Vladimir Nazlymov                                                                                    | Esgrima            | Sable ind. M                     |
| Igor Valetov Gueorgui Zazhitski Grigori Kriss Viktor Modzolevski Serguei Paramonov                   | Esgrima            | Espada por eqs. M                |
| Galina Gorojova                                                                                      | Esgrima            | Florete ind. F                   |
| Equipo                                                                                               | Fútbol             | Torneo M                         |
| Nikolai Andrianov                                                                                    | Gimnasia artística | Salto de potro M                 |
| Tamara Lazakovich                                                                                    | Gimnasia artística | Concurso completo ind. F         |
| Tamara Lazakovich                                                                                    | Gimnasia artística | Suelo F                          |
| Liudmila Turishcheva                                                                                 | Gimnasia artística | Salto de potro F                 |
| Guennadi Chetin                                                                                      | Halterofilia       | 56 kg M                          |
| Anatoli Novikov                                                                                      | Judo               | –70 kg M                         |
| Guivi Onashvili                                                                                      | Judo               | +93 kg M                         |
| Ruslan Ashuraliyev                                                                                   | Lucha libre        | 68 kg M                          |
| Vladimir Bure                                                                                        | Natación           | 100 m libre M                    |
| Viktor Mazanov Vladimir Bure Igor Grivennikov Gueorgui Kulikov                                       | Natación           | 4 × 200 m libre M                |
| Galina Prozumenshchikova                                                                             | Natación           | 200 m braza F                    |
| Pavel Ledniov                                                                                        | Pentatlón moderno  | Individual M                     |
| Viktor Torshin                                                                                       | Tiro               | Pistola rápida de fuego 25 m M   |
| Emma Gapchenko                                                                                       | Tiro con arco      | Individual F                     |
| Viktor Potapov                                                                                       | Vela               | Finn M                           |
| Equipo                                                                                               | Voleibol           | Torneo M                         |